# Saint-Julien-de-l'Escap
Saint-Julien-de-l'Escap es una comuna francesa situada en el departamento de Charente Marítimo, en la región de Nueva Aquitania.

## Demografía
| 781 | 581 | 864 | 898 | 838 | 767 | 881 |
| Para los censos de 1962 a 1999 la población legal corresponde a la población sin duplicidades (Fuente: INSEE [Consultar]) |     |     |     |     |     |     |